# 53640 Marché
53640 Marché è un asteroide della fascia principale. Scoperto nel 2000, presenta un'orbita caratterizzata da un semiasse maggiore pari a 2,1763095 au e da un'eccentricità di 0,1076583, inclinata di 2,81470° rispetto all'eclittica.